# Sant Pau i el judaisme

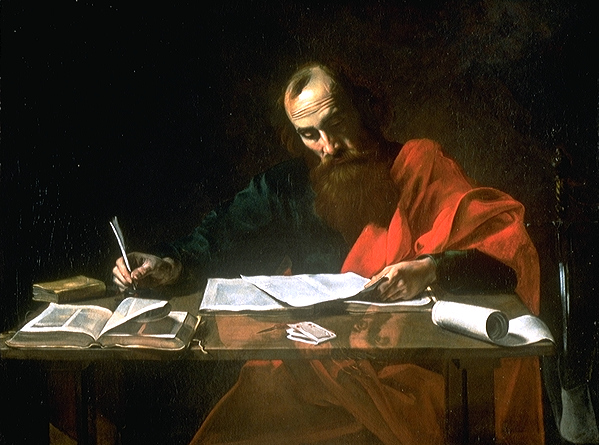
Representació artística de Sant Pau escrivint les Epístoles, (Blaffer Fundació Col·lecció, Houston, Texes). La majoria dels estudiosos creuen que Pau realment dictava les seves cartes a un secretari, com l'anomenat Terci, que apareix a Romans 16:22.

La relació entre Sant Pau Apòstol i el judaisme del Segon Temple continua essent objecte de molta investigació acadèmica, atès que hom pensa que Pau de Tars tingué un paper important en la relació entre el cristianisme i el judaisme en el seu conjunt. La influència de Sant Pau en el pensament cristià es diu que és més important que qualsevol altre autor del Nou Testament.
Alguns estudiosos veuen Sant Pau completament en la línia amb el judaisme del segle I (un fariseu i alumne de Gamaliel el Vell o formant part del judaisme hel·lenístic), d'altres el veuen com a oposició a aquest (com els passatges paulins que donen suport a l'antinomisme i al marcionisme), mentre que la majoria el veuen com en algun punt entre aquests dos extrems, oposat a les «lleis rituals» (vegeu per exemple la controvèrsia de la circumcisió al cristianisme primitiu), però totalment d'acord en la «llei divina». Aquests punts de vista de Pau de Tars van en paral·lel a les opinions cristianes de l'Antic Pacte.

## El rerefons jueu

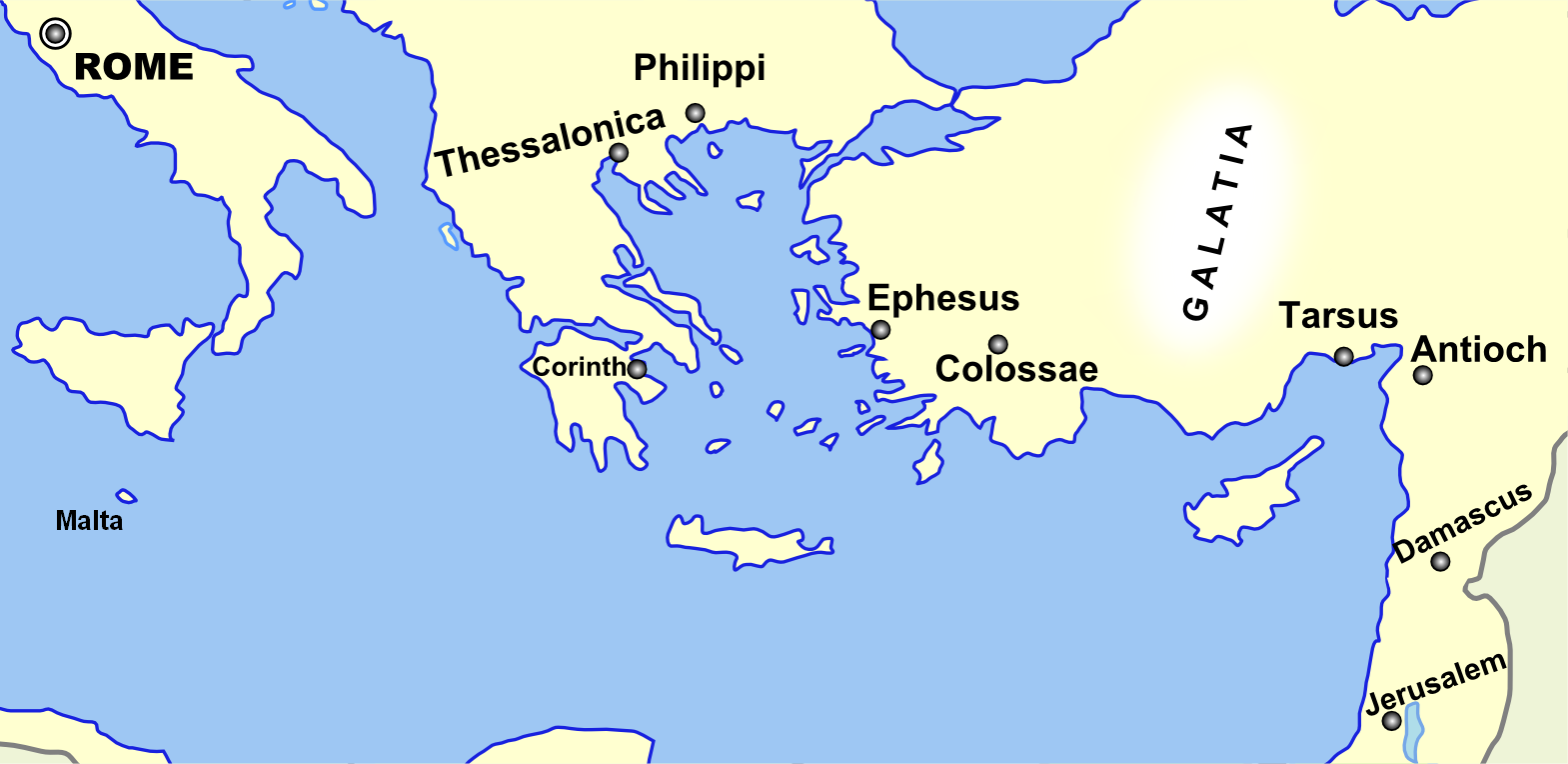
La geografia de la conca del Mediterrani rellevant per a la vida de Pau al, que s'estén des de Jerusalem a la part inferior dreta fins a Roma a la part superior esquerra.

El Llibre dels Fets conté una narració dels viatges de Pau i dels seus actes, els seus conflictes amb els grecs i els jueus durant la dinastia Júlio-Clàudia, i les seves interaccions amb els apòstols originals. Alguns creuen que el Llibre dels Fets fou escrit des de la perspectiva de la reconciliació entre el cristianisme paulí i els seus opositors, per la qual cosa retracta Pau com un jueu respectuós de la llei i omet la seva disputa amb Pere, mencionant només breument la seva ruptura amb Bernabé (Fets 15:36-41). Ireneu al segle II és el primer a ser registrat com citant els Fets, emprant-lo contra Marció, qui rebutjà la Bíblia hebrea.

## El rerefons grec

Mapa de l'Imperi d'Alexandre, c. 334-323 aC, que s'estenia a l'est i al sud del Regne de Macedònia.

El judaisme hel·lenístic fou un moviment que existí a la diàspora jueva i a Terra Santa, que tractà d'establir una tradició religiosa hebreo-jueva dins de la cultura i llengua de l'hel·lenisme. El producte literari més important del contacte de la cultura hel·lenística i el judaisme és la Septuaginta (iniciada al segle iii aC). Els autors principals foren Filó d'Alexandria (mort c.50), Flavi Josep (mort c.100) i alguns afirmen que també Pau. La decadència del judaisme hel·lenístic començà al segle ii, i les seves causes no estan completament enteses. Pot ser que quedés marginat, fos absorbit o es convertí en el nucli de parla koiné del cristianisme primerenc centrat a Antioquia i la seva tradició universalista.
Recentment, l'estudiós del Talmud Daniel Boyarin argumentà que la teologia de Pau sobre l'esperit està més profundament arrelada al judaisme hel·lenístic del que hom generalment creu. A la seva obra Un jueu radical, Boyarin hi argumenta que Pau combinà la vida de Jesús amb la filosofia grega per reinterpretar l'Antic Testament en termes de l'oposició platònica entre allò ideal (que és real) i allò material (que és fals).

## La persecució de Pau als cristians com un jueu
Abans de creure en Jesús com el Messies d'Israel, Pau era un fariseu que «perseguia violentament» els seguidors de Jesús. Pau afirma:
Vosaltres ja heu sentit parlar de com em comportava quan era en el judaisme: perseguia amb fúria l'Església de Déu i la volia destruir, i en l'observança del judaisme sobrepassava molts companys de la meva edat, ja que era molt zelós de les tradicions dels meus apres.
-Pau de Tars, Carta als Gàlates 1:13-14
Pau també parla de la seva vida abans de la conversió a la seva carta als Filipencs:
I això que jo també tindria raons per a refiar-me de títols humans! Si algú creu que es pot refiar de títols com aquests, jo me'n puc refiar encara més: circumcidat el dia vuitè, sóc israelita de naixement, de la tribu de Benjamí, hebreu i fill d'hebreus; en l'observança de la Llei, era fariseu; en el zel pel judaisme, perseguia l'Església; i en el compliment de la justícia que prescriu la Llei, era irreprensible.
-Pau de Tars Carta als Filipencs 3:4-6.

## Columnes de l'Església

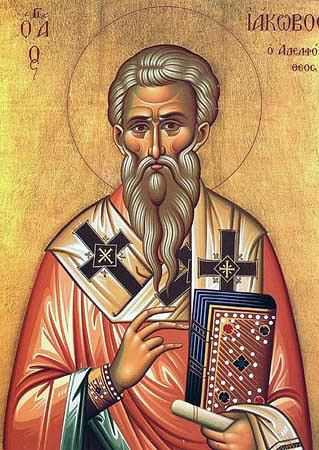
Sant Jaume el Just, columna de l'Església, primer líder dels cristians i bisbe de Jerusalem.

Pau fa explícit a Gàlates 1:7 que ell no discutí amb les «Columnes de l'Església» després d'haver-ne rebut la revelació de ser apòstol (Gàlates 1:15-16), que veié ningú més que Simó Pere i Jaume el Just quan era a Jerusalem tres anys després de la revelació (Gàlates 1:18-24) i implica que no explicà el seu evangeli a ells fins 14 anys després (Gàlates 2:1-2) en un viatge posterior a Jerusalem.
Des de F.C.Baur, els estudiosos han trobat evidència de conflicte entre els líders del cristianisme primitiu, per exemple James D.G. Dunn proposa que Pere era un «home–pont» entre els punts de vista oposats a Pau i Jaume el Just.
Pere fou probablement, de fet i per efecte, l'home-pont (pontifex maximus!) qui feu més que no pas qualsevol d'altre per mantenir unida la diversitat del cristianisme del segle I. Jaume el germà de Jesús i Pau, les altres dues principals figures més prominents al cristianisme del segle i, estaven massa identificats amb les seves respectives «marques» del cristianisme, almenys als ulls dels cristians als extrems oposats de l'espectre particular. Pere, però, com es mostra en particular a l'episodi d'Antioquia a Gàlates 2, tenia tant la cura de mantenir ferma l'herència jueva, que a Pau li mancava, i una obertura a les exigències de desenvolupament de la cristiandat, que a Jaume li faltava. Joan podria haver servit com una figura central que mantingués units els extrems tals, però si els escrits relacionats amb el seu nom són totalment indicatius de la seva pròpia postura, ell era massa individualista per proporcionar un punt de trobada tal. D'altres podrien vincular la nova religió en desenvolupament amb més fermesa als seus esdeveniments fundadors i al propi Jesús. Però cap d'ells, àdhuc la resta dels Dotze, sembla haver jugat cap paper d'importància contínua durant la difusió del cristianisme, tot i que Jaume el germà de Joan podria haver estat una excepció si s'hagués salvat de la persecució d'Agripa I. [Cursives originals]
Dunn, James D.G. (2002) a McDonald & Sanders (eds.). The Canon Debate. cap. 32 p. 577.

## Proselitisme entre els jueus
Segons Fets, Pau començà a treballar al llarg de la línia jueva tradicional de proselitisme a les diverses sinagogues on es reunien els prosèlits de la porta (un terme bíblic, per exemple, vegeu Èxode 20:10) i els jueus; i només perquè ell no pogué guanyar els jueus als seus punts de vista, trobant-hi forta oposició i persecució per part d'ells, no pogué convertir el món gentil fins després d'haver-se posat d'acord en una convenció amb els apòstols a Jerusalem per admetre els gentils a l'Església només com a prosèlits de la porta, és a dir, després de la seva acceptació de les lleis de Noè (Fets 15:1-31).
A Gàlates 1:17-18, Pau declara que, immediatament després de convertir-se, se n'anà a Aràbia i de nou tornà a Damasc. «Després, passats tres anys, me'n vaig pujar a Jerusalem per veure Pere». A Fets no es fa cap menció del viatge de Pau a Aràbia; i el viatge a Jerusalem es col·loca immediatament després de la notificació de la predicació de Pau a les sinagogues. Hilgenfeld, Wendt, Weizäcker, Weiss i altres al·leguen aquí una contradicció entre l'autor dels Fets i Pau.
R. Edmen, en una apologia notable del cristianisme que figura a l'apèndix de Seder Olam, hi dona la seva opinió que la intenció original de Jesús, i en especial de Pau, era convertir només els gentils a les set lleis morals de Noè i deixar que els jueus seguissin la llei mosaica, la qual cosa explica les aparents contradiccions al Nou Testament respecte de les lleis de Moisès i el dissabte.

## Controvèrsia de la circumcisió

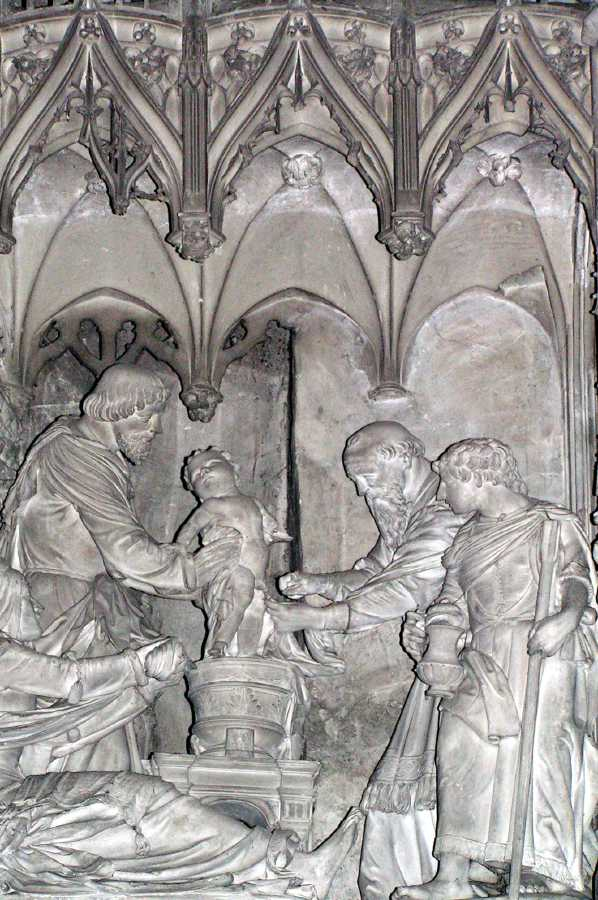
Circumcisió de Jesús, escultura a la Catedral de Chartres.

Pau, que es feia dir Apòstol dels Gentils, de vegades atacà la pràctica de la circumcisió masculina religiosa, potser com una entrada al Nou Pacte de Jesús. Al cas de Timoteu, la mare del qual era judeocristiana però de pare grec, ell, personalment, el circumcidà «a causa dels jueus» que eren a la ciutat (Fets 16:1-3). Alguns creuen que semblava lloar el seu valor a Romans 3:1-2, tanmateix, més endavant a Romans 2 hi veiem el seu punt. A 1 Corints 9:20-23 també hi qüestiona el valor de la circumcisió.
Pau mostrà el seu cas als cristians de Roma (Romans 2:25-29) que la circumcisió ja no s'entenia en allò físic, sinó com una pràctica espiritual. I en aquest sentit, ell escrigué: «Si era incircumcís quan Déu el va cridar, que no se circumcidi» (1 Corints 7:18), probablement una referència a la pràctica d'epispasm. Pau fou circumcidat quan fou «cridat». I hi afegí: «Si era incircumcís quan Déu el va cridar, que no se circumcidi», i arribà a argumentar que la circumcisió no importava: «La circumcisió no té cap valor, ni tampoc la incircumcisió: el que val és complir els manaments de Déu» (1 Corints 7:19). Més endavant Pau denuncià més explícitament la pràctica, rebutjant i condemnant els que promovien la circumcisió dels gentils convertits. Pau advertí que els defensors de la circumcisió eren «falsos germans» (Gàlates 2:4). Acusà els gàlates conversos que advocaven per la circumcisió de transformar des de l'Esperit a la carn: «¿Tan insensats sou? ¿Havíeu començat vivint segons l'Esperit i ara acabareu vivint de manera purament humana?» (Gàlates 3:3). Acusà els defensors de la circumcisió de voler fer un bon paper a la carn (Gàlates 6:12) i de gloriar-se o jactar-se de la carn (Gàlates 3:3). Alguns creuen que Pau escrigué tota l'Epístola als Gàlates atacant la circumcisió, dient al capítol 5: «si us feu circumcidar, Crist ja no us servirà de res!» (Gàlates 5:2).
La seva actitud envers la circumcisió varia entre la seva hostilitat al que denomina «mutilació» a Filipencs 3:2-3 a la lloança a Romans 3:1-2, i la seva voluntat que se circumcidà Timoteu, registrat a Fets 16:1-3. Tanmateix, aquestes aparents discrepàncies han donat lloc a un cert grau d'escepticisme sobre la fiabilitat dels Fets. Baur, Schwanbeck, De Wette, Davidson, Mayerhoff, Schleiermacher, Bleek, Krenkel i altres s'han oposat a l'autenticitat dels Fets. Una objecció se n'extreu de la discrepància entre Fets 9:19-28 i Gàlates 1:17-19.
La divisió entre els que seguiren la llei mosaica i foren circumcidats i els que no foren circumcidats es posà en relleu a l'Epístola als Gàlates:
Ben al contrari, van veure que Déu m'havia confiat l'evangelització dels incircumcisos, igual com havia confiat a Pere la dels circumcisos. Aquell qui amb el seu poder va fer de Pere l'apòstol dels circumcisos, va fer també de mi l'apòstol dels pagans. Per això, Jaume, Cefes i Joan, considerats com a columnes, van reconèixer la gràcia que m'ha estat concedida i en senyal de comunió ens donaren la mà, a Bernabé i a mi, perquè nosaltres anéssim als pagans, i ells, als circumcisos.
-Pau de Tars, Epístola als Gàlates 2:7-9.

## Punts de vista dels judaïtzants
Pau fou crític dels «judaïtzants» dins de l'Església. Aquest conflicte entre Pau i els seus opositors pot haver estat la raó per al Concili de Jerusalem (Fets 15:1-35). Aquí Jaume, Pau i els altres líders del moviment cristià primerenc acordaren que els gentils conversos només havien de seguir les «tres excepcionals» (comptades per alguns com quatre) lleis (Fets 15:20,29) que coincideixen més o menys amb les Set Lleis de Noè que, segons el judaisme, Déu establí per a tota la humanitat (Gènesi 9:1-17). Aquest dret apostòlic, encara observat per l'Església Ortodoxa, és semblant a aquell adoptat pel judaisme rabínic, que ensenya que els gentils només necessiten seguir les Lleis de Noaj per tenir la seguretat d'un lloc al Món Venidor.

## Concili de Jerusalem
Pau sembla haver negat «estar lligat als patrons particulars de comportament i la pràctica» (1 Corints 9:20-23). Ell no s'involucra pas en una disputa amb els corints que aparentment senten total llibertat per menjar allò sacrificat als ídols; no apel·la, ni tan sols menciona, el concili de Jerusalem. Més aviat intenta persuadir-los apel·lant a les cures que han de tenir per a altres creients que podrien no sentir-se tan lliures. El propi Pau descrigué diverses reunions amb els apòstols a Jerusalem, tot i que és difícil de conciliar qualsevol d'elles plenament amb la narració dels Fets. Pau afirma que «me'n vaig pujar un altre cop a Jerusalem» (és a dir, no és la primera vegada) amb Bernabé i Tit «segons una revelació», per tal d'exposar-hi «l'evangeli predicat entre els gentils» (Gàlates 2:2), essent ells d'acord amb Pau «els qui tenien reputació de ser quelcom» (Gàlates 2:6): Jaume, Cefes i Joan. Ell ho descriu com una «reunió privada» (no és un consell públic) i assenyala que Tit, que era grec, no fou pressionat per ser circumcidat (Gàlates 2:3). No obstant això, ell també es refereix a «falsos germans introduïts d'amagat, que entraven per espiar la nostra llibertat que tenim en Crist Jesús, per reduir-nos a esclavitud» (Gàlates 2:4).
Pau afirma que les «columnes» de l'Església no tenien diferències amb ell (Gàlates 2:9). Altrament, li donaren la «destra en senyal de companyonia», ell dirigia la missió de «la incircumcisió» i això, la de «la circumcisió», demanant només que recordés els «pobres» (Gàlates 2:5).
D'acord amb un article a l'Enciclopèdia jueva, davant l'enorme èxit de la missió de Bernabé i Pau al món pagà, les autoritats de Jerusalem insistiren en la circumcisió com a condició d'admissió de membres a l'Església, fins que, per iniciativa de Pere i de Jaume, els caps de l'església de Jerusalem, s'acordà que l'acceptació de les Lleis de Noè (en relació amb l'evitació de la idolatria, la fornicació i el consum de carn de tall d'un animal viu) havia d'exigir-se als pagans que desitjaven entrar a l'Església.

## Incident d'Antioquia

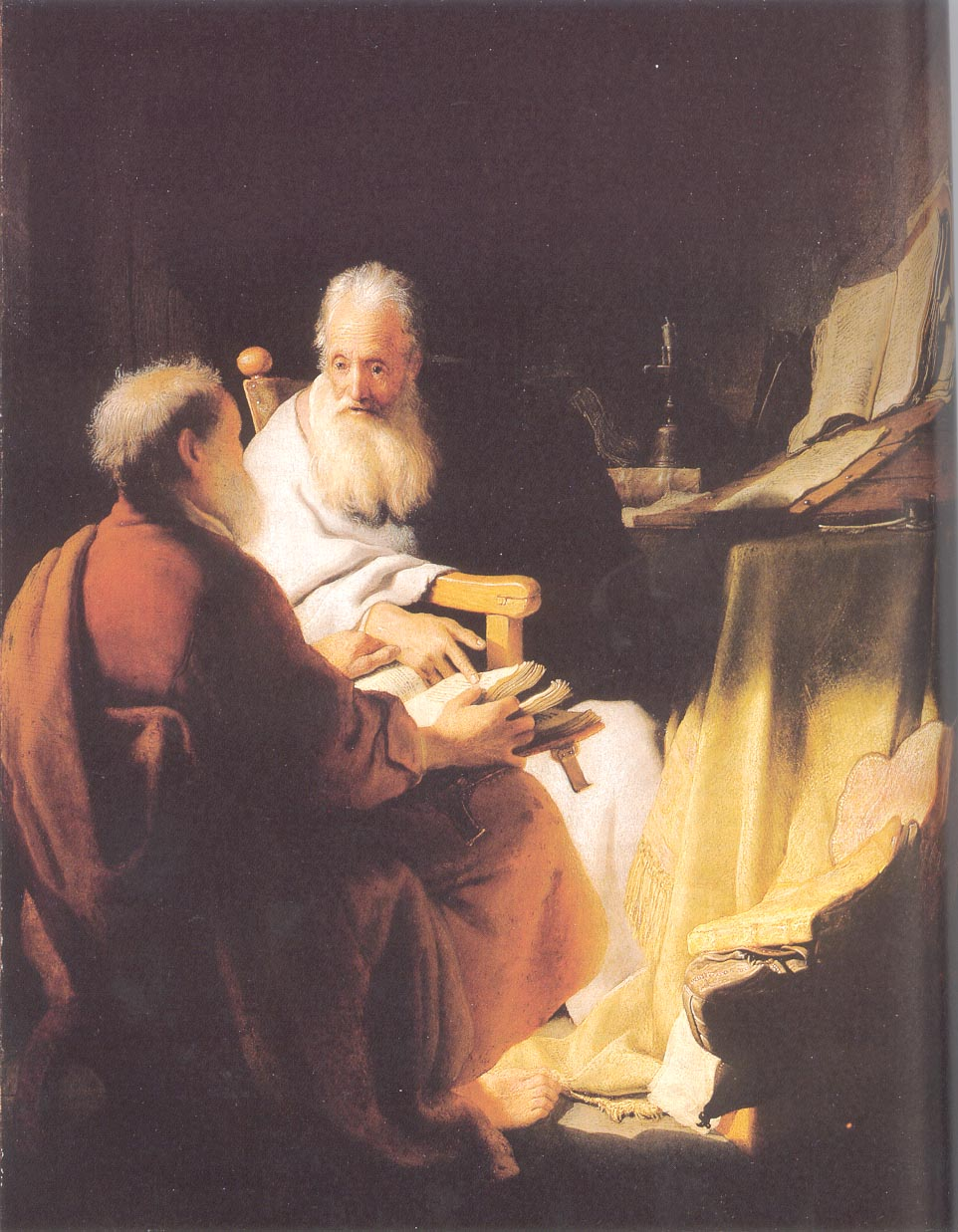
Rembrandt, Dos vells adversaris, 1628. Aquesta pintura, hom ha pensat, representa Pere i Pau.

Malgrat l'acord arribat, presumiblement al Concili de Jerusalem (segons s'entén per Pau), Pau narra com s'enfrontà més endavant públicament a Pere, també anomenat «Incident d'Antioquia», a causa de la renúncia de Pere a compartir un àpat amb els cristians gentils a Antioquia.
Escrivint després de l'incident, Pau relata: «Ara bé, quan Cefes [Pere] vingué a Antioquia m'hi vaig enfrontar obertament, perquè el seu comportament era reprovable». Pau informa que digué a Pere: «Si tu, que ets jueu, no vius com els jueus, sinó com els pagans, com és que obligues els pagans a viure com els jueus?» (Gàlates 2:11-14). Pau també menciona que fins al propi Bernabé (apòstol i company seu de viatge fins aleshores) es posà del costat de Pere.
El resultat final de l'incident continua essent incert. L' Enciclopèdia Catòlica afirma: «La narració de Sant Pau de l'incident no deixa cap dubte que Sant Pere veié la justícia de la reprensió». En contrast, L. Michael White al seu De Jesús al cristianisme afirma que «la discussió amb Pere fou un fracàs total de política i Pau aviat deixà Antioquia com persona non grata, mai no hi tornà».
La font primària per a l'incident d'Antioquia és l'epístola de Pau als Gàlates: Gàlates 2:11-4.

## Separació amb el judaisme
Abans de la conversió de Pau, el cristianisme era part del judaisme del Segon Temple, o dit altrament, una secta jueva de l'època, l'anomenada Església de Jerusalem, i per tant, des d'una perspectiva moderna, s'esperava que els gentils que desitjaven unir-se plenament al moviment havien de convertir-se al judaisme, la qual cosa probablement significava submissió a la circumcisió masculina adulta dels incircumcisos, arran de les restriccions alimentàries de kaixrut i demés.
Durant el període, també hi hagué «conversos parcials», com prosèlits de la porta i temorosos de Déu. Pau insistí que la fe en Crist era prou per a la salvació i que la Torà no vinculava els gentils, visió que més tard també seria defensada per la majoria dels jueus. L'èxit dels esforços de Pau com «Apòstol dels gentils» accelerà el trencament entre el cristianisme i el judaisme dominant. Sense la campanya de Pau contra els legalistes que se li oposaven, el cristianisme podria haver-se mantingut com una secta dissident dins del judaisme.
La teologia de Pau de l'evangeli accelerà la separació de la secta messiànica dels cristians des del judaisme, un esdeveniment contrari a la pròpia intenció de Pau. Ell escrigué que la fe en Crist era l'únic determinant en la salvació per a jueus i gentils per igual, fent del cisma entre els seguidors de Crist i el corrent principal del judaisme quelcom d'inevitable i permanent. Ell argumentà amb èxit que els conversos gentils no necessitaven seguir els costums jueus, com circumcidar-se i les restriccions dietètiques jueves, o d'altra manera observar la llei mosaica. Tanmateix, a la seva Epístola als Romans, insistí en el valor positiu de la llei en la seva forma divina. Des de l'època de Pau, el contrast polèmic que feu entre l'antic i el nou camí de la salvació generalment s'ha afeblit, amb un èmfasi en el desenvolupament suau en comptes d'un marcat contrast (marcionisme).

## La persecució de Pau pels jueus a Fets
Diversos passatges a Fets descriuen les missions de Pau a l'Àsia Menor i les trobades que tingué amb els jueus de la diàspora i amb poblacions gentils locals. A Fets 13-15 els jueus d'Antioquia i d'Iconi arriben tan lluny com per seguir Pau a altres ciutats i per incitar la multitud d'allà a la violència en contra seva. Pau ja havia estat apedregat i cregut per mort un cop (Fets 14:19). A Filipos, una colònia romana, magistrats romans colpejaren i empresonaren Pau i els seus companys en nom dels gentils (Fets 16:19-40). És evident que en aquest punt, Pau i els seus companys encara eren considerats jueus pels de Filipos, que aixecaren protestes en contra d'ells, malgrat els intents de Pau per adaptar els seus ensenyaments a la seva audiència (1 Corints 9:20-23). Més tard, prop de Tessalònica, els jueus incitaren de nou la massa i enfrontaren els cristians contra l'autoritat romana (Fets 17:6-8).

## La nova perspectiva de Pau
E.P. Sanders el 1977 reformulà el context de la teologia de Pau de fer guardar la llei i les bones obres com un signe d'estar en el Pacte (marcant els jueus com el poble de Déu), en comptes d'accions realitzades amb la finalitat d'aconseguir la salvació (l'anomenat legalisme), un patró del a religió que ell anomenà «pacte legalista». La perspectiva de Sanders és vàlida; l'enteniment tradicional protestant de la doctrina de la justificació potser s'hauria d'haver repensat, car el marc interpretatiu de Martí Luter fou qüestionat.
Les publicacions de Sanders, com Pau i el judaisme palestí de 1977 i Pau, la llei i el poble jueu de 1983, ja han estat absorbides pel professor James Dunn, qui forjà l'expressió «Nova Perspectiva de Pau»; y N. T. Wright, bisbe anglicà de Durham. Wright, assenyalant l'aparent discrepància entre Romans i Gàlates, afirma que el primer és molt més positiu sobre la contínua relació de pacte entre Déu i el seu poble antic que el segon; sosté que les obres no són insignificants (Romans 2:13) i que Pau distingeix entre les obres que són signes de la identitat ètnica i les que són un signe d'obediència a Crist.
Alguns estudiosos contemporanis sostenen que el sopar del Senyor que tingué els seus orígens en un context pagà, on els sopars en memòria dels morts eren comuns i la prohibició jueva contra prendre sang no va prevaldre-hi. Arriben a la conclusió que el «Sopar del Senyor» que Pau descriu probablement s'originà a les comunitats cristianes que havia fundat a l'Àsia Menor i a Grècia.

## Visió messiànica
Els messiànics entenen que l'apòstol Pau (que és denominat sovint com Saül, el seu nom hebreu) es mantingué com un jueu fariseu àdhuc com a creient fins a la seva mort. Això es basa en Fets 23:6, que detalla els fets posteriors a l'acceptació de Pau de Jesús com a Messies. «Llavors Pau, notant que una part era de saduceus i una altra de fariseus, alçà la veu al concili: Estimats germans, jo sóc fariseu, fill de fariseu; sobre l'esperança i la resurrecció dels morts se'm jutja».
Els messiànics citen la tallada de cabells de Pau a Cencrea a causa d'un vot que havia pres (Fets 18:18), les referències en passatges sobre la seva observança de les festes jueves (Fets 18:21; Fets 20:6; Fets 20:16), les freqüents males traduccions dels seus escrits a moltes Bíblies, i els seus bons termes en consonància amb el seu mestre rabínic Gamaliel el Vell, per mostrar que estava totalment en continu compliment de les lleis i tradicions del judaisme. Pau segons Fets 21:17-29 i Fets 24:17-18 és registrat com observant les lleis jueves de purificació al Temple de Jerusalem.
Sostenen que Pau mai no es proposà polaritzar l'evangeli entre la fe i les obres de justícia, sinó que l'un és necessari per mantenir l'altre.